# Madzoun
Matsoni est un produit laitier fermenté originaire de Georgie. Ce produit est traditionnellement géorgien sous le nom de matsoni (géorgien : მაწონი),,. Il est par ailleurs connu dans d'autres cuisines de la région (azéri : qatıq ; kurde : mast ; araméen : ܩܛܺܝܪܳܐ, qaṭiro).
Il est fabriqué à partir de lait de vache, de bufflonne, de brebis ou de chèvre.

## Origine
Les premiers textes actuellement connus qui parlent de ce produit laitier sont arméniens puis géorgiens. Il s'agit de Grégoire Magistros (990-1059),,, Hovhannes Erznkatsi (1230-1293) ou encore Grégoire de Tatev (1346-1409) pour les sources arméniennes. Les sources géorgiennes datent du XVe siècle, avec Zaza Panaskerteli-Tsitsishvili.
Les sources un peu plus récentes évoquent toutes une origine caucasienne (tantôt géorgienne, tantôt arménienne).

## Lematsoni, en dehors du Caucase

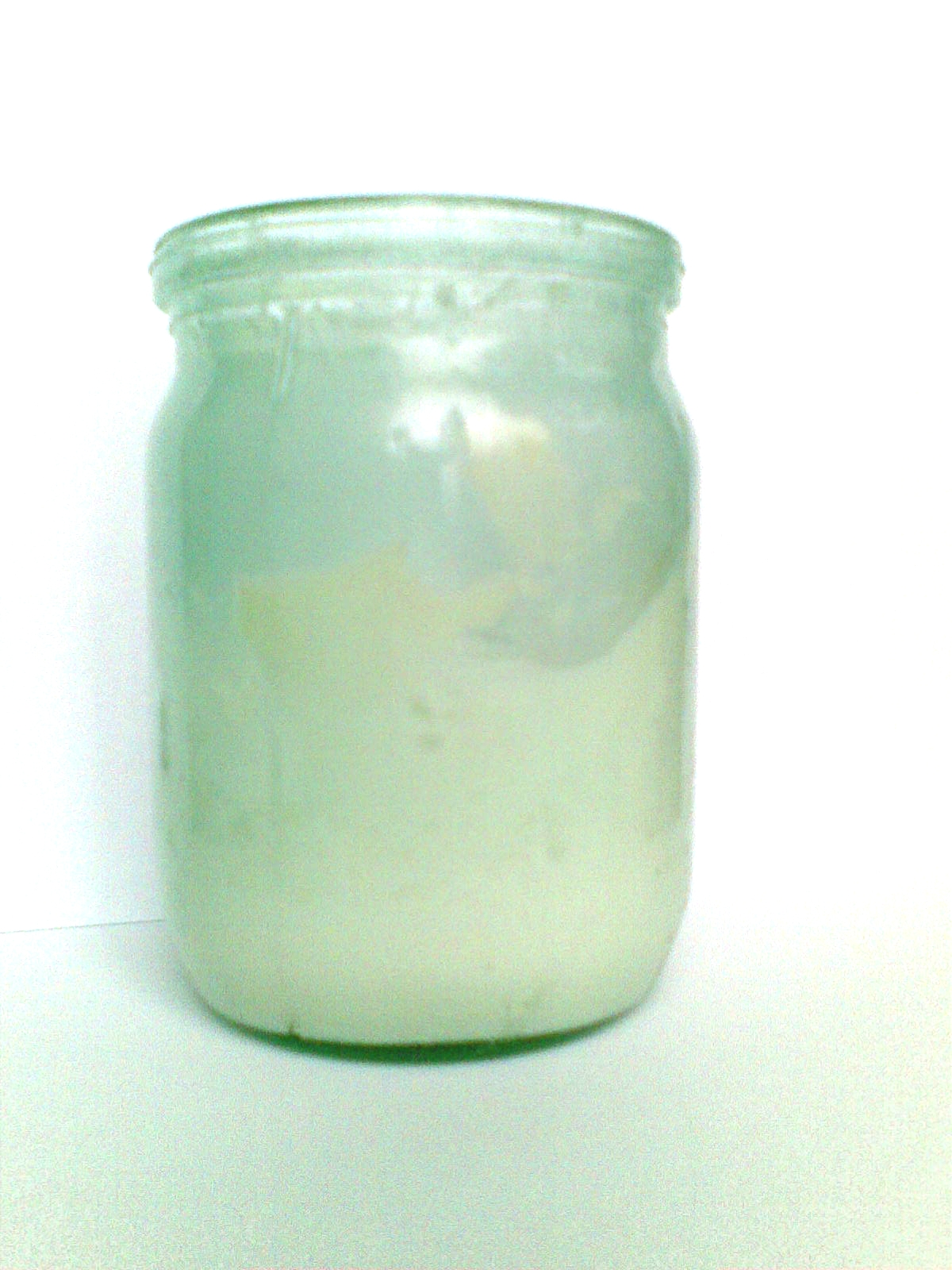
Pots dans lesquels le matsoni était vendu.

### Les Géorgiens de France introduisent lematsoni
Certains Géorgiens, ayant émigré en France à l'époque soviétique, vivaient du commerce du matsoni. Ils achetaient du lait, fabriquaient du matsoni puis le vendaient en pots. Cela permettait d'arrondir les fins de mois. Ce produit n'était pas très connu à cette époque-là, ce qui a engendré une demande grandissante,. L'entrée du yogourt dans l’industrie et son accoutumance ont peu à peu fait disparaître la vente de matsoni des immigrés géorgiens,.
La filmographie s'est inspirée de ce procédé. Le film géorgien Les Racines (Fesvebi) raconte entre autres comment les immigrés géorgiens vendaient ce produit en France.

### Lematsoni, source de longévité
Le matsoni est apparu en URSS comme un yaourt géorgien populaire dans le Caucase. La Géorgie est connue pour avoir un peuple avec une longévité dépassant plus souvent les 100 ans que d'habitude. Danone a ainsi utilisé cette allégation dans sa publicité télévisuelle de 1977. Dans cette publicité sont montrés des agriculteurs géorgiens centenaires habillés en tenues traditionnelles en plein travail. La publicité nous informe : « En Géorgie, où l'on mange beaucoup de yaourt, beaucoup de gens vivent passé les 100 ans,. »
Le matsoni est également populaire au Japon, sous le nom de yogourt de la mer Caspienne (カスピ海 ヨーグルト).
« Les Géorgiens appréciaient les effets positifs du matsoni contre divers dysfonctionnements gastro-intestinaux. »